# 济南钢铁集团
济南钢铁集团（简称济钢，原为济南钢铁厂）是一个最高钢产量1200万吨的特大型国有钢铁联合企业，位于中华人民共和国山东省济南市历城区。其成立于1958年，于1994年成立集团，后又在2008年与莱钢集团组建为山钢集团。济南钢铁集团的业务范围包括钢铁产品的冶炼、加工和销售、机械制造，同时也有商业贸易、房地产开发等非骨干产业。
由于中央去产能政策和济南市着力治理空气污染的背景，山东省政府在2016年8月确认了济南钢铁集团转型的方案。2017年7月8日，此集團全面停产，关停近650万吨钢铁产能、分流安置约2万名员工，是中国关停规模最大的城市钢厂。